# Alonso Pérez de Guzmán y Sotomayor
Alonso Pérez de Guzmán y Sotomayor (Sanlúcar de Barrameda, 10 settembre 1550 – Sanlucar de Barrameda, 26 luglio 1615) è stato un ammiraglio spagnolo, noto anche con il nome di Alonso Pérez de Guzmán el Bueno y Zúñiga, fu XII Signore di Sanlucar, X conte di Niebla, VII duca di Medina Sidonia e V marchese di Cazaza. Nominato dal Re Filippo II Capitán General del Mar Océano fu comandante in capo della Armada Española che diresse nella tragica avventura conosciuta come Invincibile Armata (Grande y Felicísima Armada). Nel 1558, alla morte di suo nonno, il sesto duca di Medina Sidonia, ereditò uno dei più grandi patrimoni europei dell'epoca.

## Biografia
Nacque a Sanlúcar de Barrameda il 10 settembre 1550, figlio di Juan Carlos de Guzmán y de Aragón nono conte di Niebla e di Leonor de Zúñiga y Sotomayor. Nel 1558, alla morte del nonno ereditò il titolo di settimo duca di Medina Sidonia e decimo conte di Niebla, oltre a uno dei più grandi patrimoni europei dell'epoca.
Nel 1565 fu promesso sposo ad Ana Gómez de Silva y Mendoza, che allora aveva quattro anni.  Nel 1572, quando la duchessa Ana aveva dieci anni il Papa concesse la dispensa alla celebrazione e alla consumazione del matrimonio. 
Cominciò a mettersi in luce come militare nel 1581 durante una spedizione contro i Saraceni, venendo in quello stesso anno nominato cavaliere dell'Ordine del Toson d'oro e Capitano Generale della Lombardia.  Successivamente si comportò con molto valore quando nel 1587 respinse gli attacchi della flotta del corsaro Francis Drake contro Cadice.

### L'Invincibile Armada
Dato il continuo disturbo che le navi corsare inglesi arrecavano al commercio ed alle città costiere spagnole, a partire dal 1583 il Marchese di Santa Cruz, sottopose al re Filippo II l'idea di allestire una potente armata navale per invadere l'Inghilterra. Il re approvò il progetto, ma quando la flotta fu in pieno allestimento, il Marchese di Santa Cruz morì improvvisamente il 9 febbraio 1588. In sostituzione di de Bazán, Filippo II lo nominò  allora Capitán general del mar Océano (comandante dell'Armada) e Capitán General de la costa de Andalucia.
Egli cercò in tutti i modi di rifiutare l'incarico, arrivando a scrivere una lettera ad uno dei segretari del re, Don Juan de Idiaquez o Don Cristobal de Moura, facendo presente il suo cattivo stato di salute, la sua ignoranza dei piani di guerra spagnoli, e la sua impreparazione a condurre una campagna navale, oltre a segnalare il fatto che soffriva di mal di mare. Il re non vide mai quella lettera perché nessuno dei suoi segretari osò sottoporgliela. Cercò in ogni modo di ritardare la sua partenza, ma Filippo II insistette, ed egli dovette allora recarsi a Lisbona (Portogallo) dove assunse il comando della flotta, già ribattezzata Invincibile Armada. Durante quel periodo si distinse per il suo lavoro di organizzatore che, nei limiti delle scarse disponibilità finanziarie, fu piuttosto fruttuoso. Riorganizzò la flotta,  razionalizzando la caotica distribuzione dei rifornimenti e dei cannoni, aumentando per questi ultimi la dotazione di colpi da 30 a 50 per arma. Ottenne il permesso reale di aggiungere i galeoni castigliani della "Indian Guard" all'Armada, raddoppiando in pratica la forza da combattimento di prima linea. Ottenne il permesso che gli uomini degli equipaggi passassero del tempo a terra, invece che rimanere sempre a bordo come avveniva prima con effetti deleteri sulla salute dei marinai e sul loro morale. Riuscì a stabilire buoni rapporti con i suoi subordinati e raccolse forniture supplementari di vele per le navi.

### Il comando della flotta
ll 30 maggio 1588, alzando la sua insegna sul galeone San Martin, salpò da Lisbona al comando di 138 navi a bordo delle quali si trovavano 30.000 uomini, di cui solo 8.000 erano marinai provetti. Il suo comportamento come comandante della flotta durante la successiva serie di scontri con gli inglesi fu oggetto di numerose critiche. Mancando di esperienza militare dimostrò poca iniziativa o fiducia in se stesso, obbedendo cautamente alle istruzioni del re e basandosi sul parere dei suoi consiglieri e dei suoi comandanti subordinati. Questa tendenza venne supportata dal suo consigliere anziano, uomo di fiducia di Filippo II,  Don Diego Flores de Valdes, un ufficiale esperto di mare, ma noto per la sua grande prudenza. Inoltre egli sottovalutò seriamente la difficoltà di coordinare le sue azioni con il comandante delle forze spagnole nei Paesi Bassi, il Duca di Parma, che avrebbe dovuto lanciare la sua flotta di invasione. Il Duca di Parma disponeva nei Paesi Bassi di ventiseimila soldati che avrebbero dovuto incontrare l'Armada in mare aperto. Questo problema risultava fondamentale per la piena riuscita del piano operativo imposto ai due comandanti da Filippo II. Nonostante i limiti insiti nella totale mancanza di esperienza di comando, in combattimento si comportò con coraggio ed intelligenza.  Rientrato in Spagna dopo il fallimento della campagna con solo 48 navi, ed in pessime condizioni di salute, il re lo sollevò dal comando concedendogli il permesso di ritornare a casa per la convalescenza. Rimessosi in salute, nel 1595 riprese il suo posto come Capitán general del mar Océano e Capitán General de Andalucía, continuando a servire la corona spagnola per altri due decenni, sia sotto Filippo II che sotto Filippo III.
Quando nel 1596 una flotta anglo-olandese attaccò Cadice, la sua lentezza nel reagire fu in gran parte responsabile del sacco della città. Il poeta Miguel de Cervantes per questo fatto lo ridicolizzò dedicandogli un sonetto. Nel 1606, durante il regno di Filippo III, la sua ostinazione portò alla perdita della squadra navale inviata a riconquistare Gibilterra caduta in mano olandese. Morì nel 1615 e nel titolo nobiliare gli successe il figlio Juan Manuel Perez de Guzmán y Gomez de Silva.

## Letteratura
Alonso Pérez de Guzmán compare come personaggio nell'ultimo capitolo della trilogia di Ken Follett "La Colonna di Fuoco", romanzo del 2017.